# Мороз, Артём Витальевич
Артём Вита́льевич Моро́з (род. 28 марта 1984, Днепродзержинск) — украинский гребец, выступающий за сборную Украины по академической гребле с 2007 года. Бронзовый призёр чемпионата Европы, член украинской восьмёрки на летних Олимпийских играх в Лондоне.

## Биография
Артём Мороз родился 28 марта 1984 года в городе Днепродзержинске Днепропетровской области Украинской ССР. Проходил подготовку в местном гребном клубе «Дзержинка».
Дебютировал на международной арене в сезоне 2002 года, выступив в восьмёрках на юниорском чемпионате мира в Литве.
В 2007 году вошёл в основной состав украинской национальной сборной и побывал на взрослом чемпионате Европы в Познани, где занял в восьмёрках четвёртое место.
На европейском первенстве 2008 года в Афинах показал шестой результат в распашных безрульных четвёрках.
В 2009 году в четвёрках без рулевого финишировал четвёртым на чемпионате Европы в Бресте, тогда как на чемпионате мира в Познани в той же дисциплине сумел отобраться только в финал С.
В 2011 году завоевал бронзовую медаль в восьмёрках на европейском первенстве в Пловдиве, при этом на чемпионате мира в Бледе попасть в число призёров не смог.
Благодаря череде удачных выступлений удостоился права защищать честь страны на летних Олимпийских играх 2012 года в Лондоне — в составе команды, куда также вошли гребцы Антон Холязников, Виктор Гребенников, Иван Тимко, Андрей Приведа, Валентин Клецкой, Олег Лыков, Сергей Чиканов и рулевой Александр Коновалюк, отобрался в восьмёрках в утешительный финал B и расположился в итоговом протоколе соревнований на восьмой строке.
После лондонской Олимпиады Мороз остался в составе гребной команды Украины и продолжил принимать участие в крупнейших международных регатах. Так, в 2014 году он выступал на чемпионате Европы в Белграде и на чемпионате мира в Амстердаме.
В 2015 году представлял страну на европейском первенстве в Познани и на мировом первенстве в Эгбелет.
В 2016 году отметился выступлениями на чемпионате Европы в Бранденбурге и на чемпионате мира в Роттердаме.
Участвовал в европейском чемпионате 2017 года в Рачице и в чемпионате мира в Сарасоте.